# Ievguenia Zolotova
Ievguenia Zolotova (née le 28 avril 1983) est une athlète russe spécialiste des courses de demi-fond.
Elle s'adjuge le titre du 800 mètres lors des Championnats d'Europe espoirs 2005 d'Erfurt en réalisant le temps de 2 min 00 s 06. Finaliste (5e) des Championnats d'Europe en salle de 2009, elle est éliminée dès les séries lors des Championnats du monde en salle de 2010. Elle devient cette même année championne de Russie en salle du 1 500 mètres.
En début de saison 2011, la Russe améliore successivement ses records personnels en salle du 2 000 mètres, du 1 500 mètres (4 min 05 s 47) et du 3 000 mètres.

## Records
| Épreuve             | Performance   | Lieu        | Date            |
| ------------------- | ------------- | ----------- | --------------- |
| 800 m (salle)       | 2 min 00 s 62 | Moscou      | 14 février 2010 |
| 800 m (extérieur)   | 1 min 59 s 85 | Tcheboksary | 23 juillet 2009 |
| 1 500 m (salle)     | 4 min 05 s 47 | Moscou      | 29 janvier 2011 |
| 1 500 m (extérieur) | 4 min 02 s 49 | Tcheboksary | 26 juillet 2009 |